# C17H10O2
化学式C17H10O2（摩尔质量：246.26 g/mol）可能指：
- 荧蒽甲酸
  - 荧蒽-3-甲酸，CAS号：6374-65-8
- 苯并呫吨酮
  - 苯并[a]呫吨酮，CAS号：1931-53-9 
  - 苯并[c]呫吨酮，CAS号：63154-69-8